# Stelis nitidula
Stelis nitidula är en biart som först beskrevs av Cockerell 1925.  Stelis nitidula ingår i släktet pansarbin, och familjen buksamlarbin. Inga underarter finns listade i Catalogue of Life.